# نتوء شاردونيه
نتوء دو شاردونيه (بالإنجليزية: Aiguille du Chardonnet)‏ هو أحد جبال سلسلة كتلة مونت بلاك وجزء من القمة الأم يقع في سافوا العليا (إقليم فرنسي)، فرنسا. يبلغ ارتفاع هذا النتوء حوالي 3824 متر، بينما يبلغ ارتفاع نتوء الجبل 503 متر.